# مايكل بارك
مايكل بارك (بالإنجليزية: Michael Park) هو مساعد سائق ‏ بريطاني، ولد في 22 يونيو 1966 في Newent ‏ في المملكة المتحدة، وتوفي في 18 سبتمبر 2005 في مقاطعة ناحية نيث بورت طالبوت ‏ في المملكة المتحدة بسبب حادث مرور.

## وصلات خارجية
- مايكل بارك على موقع Rallye-info.com (الإنجليزية)